# Max Beier
Max Walter Peter Beier (Spittal an der Drau, 6 april 1903 – Wenen, 4 juli 1979) was een Oostenrijkse arachnoloog en entomoloog.
In 1962 werd Beier directeur van het departement Zoölogie van het Museen der Stadt Wien. Gedurende zijn carrière beschreef hij meer dan 1200 taxa.
- Bibsys: 90715392
- Bibliothèque nationale de France: cb12427871z (data)
- CiNii: DA02582428
- Gemeinsame Normdatei: 131716999
- International Standard Name Identifier: 0000 0001 1794 8939
- Library of Congress Control Number: no00040526
- Nationale Bibliotheek van Letland: 000323988
- Nationale Bibliotheek van Tsjechië: jx20080828012
- Nationale Bibliotheek van Israël: 987007332034905171
- Nederlandse Thesaurus van Auteursnamen: 071637427
- Système universitaire de documentation: 033410356
- Museum of New Zealand Te Papa Tongarewa: 26866
- Virtual International Authority File: 47160161
- WorldCat: E39PBJv8JqBPmPhp8Gd98pTCQq